# Congregació de l'Esperit Sant
La Congregació de l'Esperit Sant i del Sagrat Cor de Maria, en llatí Congregatio Sancti Spiritus sub tutela Immaculati Cordis Beatissimae Virginis Mariae, és un institut religiós masculí de dret pontifici, concretament una congregació clerical. Els seus membres, anomenats esperitans, posposen al seu nom les sigles C.S.Sp.

## Història
La congregació fou fundada per Claude-François Poullart des Places (1679-1709), encara estudiant al seminari de Louis-le-Grand de París, a partir d'una comunitat que havia format amb seminaristes pobres que no tenien recursos per acabar la carrera i als que ell ajudà. El 27 de maig de 1703, festa de la Pentecosta, ell i els dotze seminaristes de la comunitat es comprometeren, a l'església de Saint-Étienne-des-Grés (París), a dedicar-se a la formació superior dels candidats al sacerdoci que no tinguessin prou mitjans per fer-ho, i a l'apostolat en regions rurals i pobres.
La congregació obrí a París el Seminari de l'Esperit Sant i, seguint el model de la Companyia de Maria de Louis-Marie Grignion de Montfort, van predicar en missions populars a regions pobres de França. La congregació tingué una gran difusió i fou aprovada en 1734 per l'arquebisbe de París. A partir de 1732, començaren a predicar a fer apostolat missioner en altres continents: fundaren missions a Tonquín (Xina), Siam, Cotxinxina, Canadà, Acàdia i la Guiana Francesa. La tasca missionera va fer que la Santa Seu els encarregués missions d'evangelització i en 1766 se'ls confià la prefectura apostòlica del vicariat de les illes de Saint-Pierre i Miquelon i poc després de la diòcesi de la Guiana i la de Saint-Louis del Senegal.
En 1792, la congregació fou suprimida i els béns confiscat. Pius VII va obtenir de Napoleó I la restauració dels espiritans en 1804, però en 1809, arran de l'excomunió del papa a l'emperador, foren suprimits un altre cop. Sota la guia del superior general Jacques Bertout, la congregació continuà existint clandestinament fins al 1816, quan Lluís XVIII la restableix. El 7 de febrer de 1824, va passar a dependre directament de la Santa Seu.

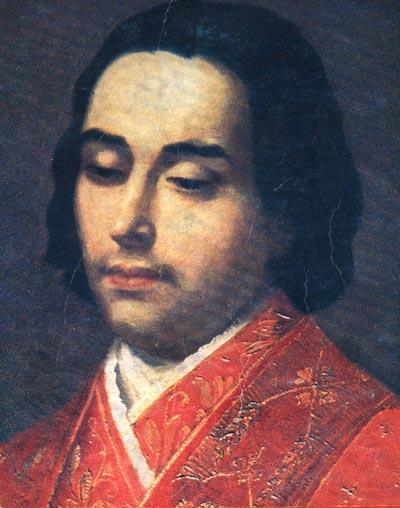
Claude Poullart, el fundador
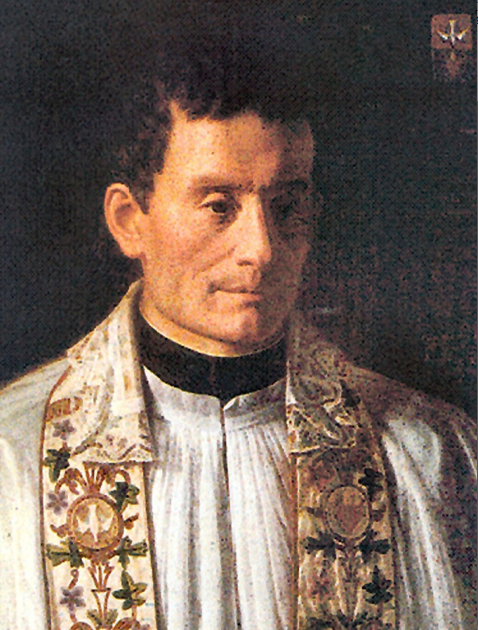
François Liebermann, segon fundador de la congregació
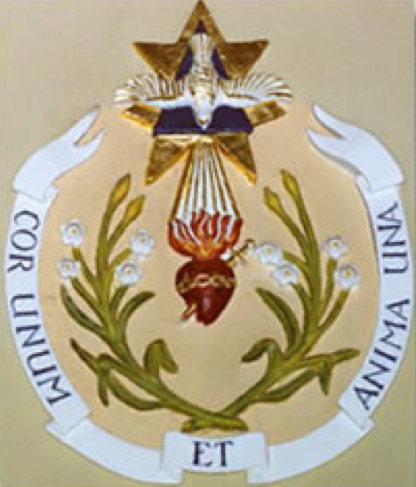
Emblema de la Congregació de l'Esperit Sant

### Fusió i refundació
L'octubre del 1841 François Libermann (1802-1852), jueu convertit al catolicisme i sacerdot, amb alguns companys del seminari de Saint-Sulpice, va fundar a La Neuville (Nord) una nova congregació missionera: la Societat del Sagrat Cor de Maria, que tenia l'objectiu d'evangelitzar persones de raça negra, antics esclaus emancipats a les colònies de França. Aviat obriren missions a Haití, Illes Maurici i Bourbon, on també treballaven els espiritans.
Al Gabon va haver-hi dissensions entre els religiosos de les dues congregacions, i arribaren a la Santa Seu que, en 1848, va decidir que formessin una sola congregació. A més, els espiritans, arran del període de supressió, tenia greus dificultats. Libermann s'hi mostrà d'acord i fou elegit nou superior general de la congregació resultant, que afegí al nom de l'Esperit Sant el del Cor de Maria, prenent el nom oficial de Congregació de l'Esperit Sant sota la tutela de l'Immaculat Cor de la Santíssima Verge Maria. La congregació fou aprovada per la Santa Seu el 3 de novembre de 1848).
La congregació cresqué ràpidament a Europa, Amèrica, Àfrica i Austràlia, i en algunes illes de l'oceà Índic. En 1873, però, els religiosos foren expulsats d'Alemanya i en 1903, el govern anticlerical d'Émile Combes va fer tancar les institucions que dirigien a França. La congregació obrí noves cases en altres llocs, com els Estats Units, que acolliren bona part dels espiritans alemanys, o Anglaterra, Bèlgica, Suïssa, Canadà i els Països Baixos.
El 1908 la congreació passà a dependre de la Congregació per als Instituts de Vida Consagrada i les Societats de Vida Apostòlica, ja que fins llavors depenia de la Congreció de Propagació de la Fe. La seva regla de vida fou aprovada el 7 de juny de 1987.

## Activitat i difusió
Els espiritans es dediquen, a més de la formació dels candidats pobres al sacerdoci, a l'apostolat missioner i l'evangelització de persones no cristianes.
Són presents a Europa (Bèlgica, Croàcia, Espanya], França, Alemanya, Irlanda, Itàlia, Països Baixos, Polònia, Portugal, Regne Unit, Suïssa), Amèrica (Brasil, Canadà, Guadalupe (França), Guaiana Francesa, Haití, Martinica, Mèxic, Paraguai, Puerto Rico, Saint-Pierre i Miquelon, Estats Units, Trinitat i Tobago), Àfrica (Algèria, Angola, Camerun, Cap Verd, República Centreafricana, Congo-Brazzaville, Congo-Kinshasa, Etiòpia, Gabon, Gàmbia, Ghana, Guinea, Kenya, Madagascar, Malawi, Mauritània, Maurici, Nigèria, Reunió, Senegal, Sierra Leone, Sud-àfrica, Tanzània, Zàmbia, Zimbabwe), Àsia (Filipines, Pakistan, Taiwan) i Oceania (Austràlia, Papua Nova Guinea); la seu general és a Roma.
Al final de 2005 la congregació tenia 717 cases i 3.032 religiosos, entre els quals 2.235 sacerdots.